# أنطون داهل
أنطون داهل هو لاعب رماية نرويجي، ولد في 19 ديسمبر 1882 في Bangsund ‏ في النرويج، وتوفي في 3 نوفمبر 1952 في ستاينشار في النرويج.

## وصلات خارجية
- أنطون داهل على موقع أوليمبيديا (الإنجليزية)